# 김소이 (1969년)
김소이(金素怡, 1969년 2월 23일 ~ )는 대한민국의 배우 겸 모델이다. 1988년 연극배우로 처음 데뷔하였고, 1991년 MBC 공채 20기 탤런트로 정식 데뷔하였다. 정형외과 의사(김태훈)와 2년간의 열애 끝에 1998년 결혼했으나 2006년 이혼했다.

## 학력
- 반포고등학교
- 한양대학교 국악과(가야금 전공) 학사

## 방송 활동

### 드라마
- 1991년 MBC 농촌드라마 《전원일기》 ... 경기도 수원 지역의 제제 다방 레지 박옥자 역(단역)
- 1992년 MBC 특별기획드라마 《분노의 왕국》 ... 유정 역
- 1992년 MBC 아침드라마 《두 자매》
- 1992년 MBC 청춘드라마 《우리들의 천국》
- 1993년 MBC 미니시리즈 《여자의 남자》 ... 미라 역
- 1994년 KBS2 주간드라마 《금요일의 여인》
- 1995년 MBC 의학드라마 《종합병원》 ... 마상미 역
- 1995년 MBC 아침드라마 《진실》 ... 송수진 역
- 1995년 SBS 일일시트콤 《LA아리랑》 ... 미스 김 역
- 1997년 MBC 청소년드라마 《나》 ... 이 선생 역
- 1997년 KBS 1TV 일일연속극 《정 때문에》 ... 백송이 역
- 1998년 MBC 미니시리즈 《적과의 동거》
- 1999년 MBC 농촌드라마 《전원일기》 ... 숙이 역
- 1999년 MBC 금요드라마 《육남매》 ... 달래 엄마 역
- 2000년 SBS 일일드라마 《자꾸만 보고싶네》 ... 민경희 역
- 2001년 SBS 월화드라마 《루키》 ... 정숙 역
- 2001년 EBS 청소년드라마 《학교 이야기 - 진실》
- 2001년 KBS 2TV 《부부클리닉 사랑과 전쟁》
- 2002년 SBS 일일드라마 《오남매》
- 2003년 MBC 특별기획드라마 《대장금》 ... 민 상궁 역
- 2004년 MBC 수목미니시리즈 《결혼하고 싶은 여자》 ... 고희숙 역
- 2005년 MBC 특선드라마 《봄날의 미소》 ... 전명희 역
- 2006년 SBS 월화드라마 《독신천하》 ... 한영미 역
- 2007년 MBC 창사46주년 특별기획드라마 《이산》 ... 김 상궁 역
- 2008년 MBC 수목미니시리즈 《종합병원 2》 ... 마상미 역
- 2010년 MBC 창사49주년 특별기획드라마 《동이》 ... 봉 상궁 역
- 2013년 tvN 월화드라마 《이웃집 꽃미남》 ... 정임 역
- 2013년 MBC 일일연속사극 《구암 허준》 ... 하동댁 역
- 2015년 MBC 창사54주년 특별기획드라마 《화정》 ... 최 상궁 역

### 광고
- 1996년 한독 더마톱
- 2007년 성주참외 참별미소